# Akio Ota
Akio Ota (Japans: 太 田 明 生,Ota Akio) (Abashiri, 3 september 1984), soms geschreven als Akio Ohta, is een voormalig Japans langebaanschaatser. Hij is, zoals veel Japanse schaatsers, vooral sterk op de 500 meter.
Hij deed in de seizoenen 2005-2006 en 2007-2008 reeds mee aan wereldbekerwedstrijden, maar balanceerde vaak op het randje tussen A- en B-groep. In het Olympische seizoen 2009-2010 brak hij door en plaatste zich voor de Olympische 500 meter, waar hij 17e werd. Later dat jaar tijdens de wereldbekerfinale in Heerenveen won Ota een bronzen medaille tijdens de twaalfde en laatste race, hiermee eindigde hij als tiende in het wereldbekerklassement.
Ook in het seizoen 2010-2011 stond Ota op het podium. Tijdens de wereldbeker in Obihiro in december 2010, won hij brons en tijdens de wereldbeker in Moskou in januari 2011 won hij zelfs zilver. Tussendoor werd hij 18e op de WK sprint 2011.

## Persoonlijk records
| Afstand    | Tijd    | Datum            | Baan           |
| ---------- | ------- | ---------------- | -------------- |
| 500 meter  | 34,75   | 11 december 2009 | Salt Lake City |
| 1000 meter | 1.09,25 | 13 december 2009 | Salt Lake City |
| 1500 meter | 1.59,45 | 15 januari 2006  | Fujikyu        |
| 5000 meter | 8.10,05 | 17 februari 2003 | Tomakomai      |

## Resultaten
| Jaar | WK Sprint               | Olympische Spelen |
| ---- | ----------------------- | ----------------- |
| 2010 |                         | 17e 500m          |
| 2011 | 18e (12e, 33e, 4e, 23e) |                   |

(#, #, #, #) = afstandspositie op sprinttoernooi (500m, 1000m, 500m, 1000m).